# José Joaquín Trejos Fernández
José Joaquín Antonio Trejos Fernández (ur. 18 kwietnia 1916, zm. 10 lutego 2010) – kostarykański polityk i ekonomista, absolwent i profesor uniwersytetu w San Jose (stolicy), dyrektor Centralnego Banku Kostaryki, a w końcu – od 8 maja 1966 do 8 maja 1970 – prezydent swojego kraju z ramienia Partii Zjednoczenia Narodowego (PUN).
Dążył do zniwelowania postępujących wydatków publicznych. Wprowadził pięcioprocentowy podatek od sprzedaży i założył Banco Popular.